# Staintondale
Staintondale – wieś w Anglii, w hrabstwie North Yorkshire, w dystrykcie (unitary authority) North Yorkshire. Leży 61 km na północny wschód od miasta York i 319 km na północ od Londynu. W 2001 miejscowość liczyła 319 mieszkańców.